# Янклович, Александр Юрьевич
Александр Юрьевич Янклович (род. 16 октября 1972, пос. Явас, Мордовская АССР) — командир группы специального назначения 20-го отряда специального назначения Приволжского округа ВВ МВД; Герой России (22.12.1999).

## Биография
Родился в семье служащего внутренних войск МВД СССР (охрана и конвой местной ИТУ). В 1990 году, окончив среднюю школу в Явасе, поступил в Санкт-Петербургское высшее военное командное училище внутренних войск МВД России, которое окончил в 1995 году. Служил командиром взвода в Отдельной дивизии оперативного назначения, в частях Приволжского округа внутренних войск. Участвовал в боевых действиях в первой чеченской войне.
С февраля 1999 года — командир группы специального назначения 20-го отряда спецназа Приволжского округа (Саратов). С августа 1999 года выполнял боевые задачи в Ботлихском районе Дагестана, затем в Кадарской зоне.
10 сентября 1999 года группа под командованием капитана А. Янкловича атаковала позиции бандформирований на окраине населённого пункта Карамахи. А. Янклович лично уничтожил снайпера, возглавил атаку, вступил в рукопашный бой, захватил в плен боевика. Был ранен, но продолжил командовать группой до полного выполнения поставленной задачи — рубеж был взят.
За мужество и героизм, проявленные при выполнении воинского долга в Северо-Кавказском регионе, Указом Президента Российской Федерации № 1686 от 22 декабря 1999 года капитану Александру Юрьевичу Янкловичу присвоено звание Героя Российской Федерации.
В 2002 году уволен в запас по состоянию здоровья в звании подполковника.
Живёт в Саратове. С 2002 года возглавлял Саратовский региональный фонд помощи ветеранам спецназа. Работал директором МУП «Банно-прачечное хозяйство», директором МУП «Водосток». Был Председателем постоянной комиссии по МСУ, законности и защите прав населения Саратовской городской Думы. В 2003, 2006, 2011 и 2016 годах избирался депутатом Саратовской городской думы 2-го, 3-го , 4-го и 5-го созывов, член постоянных комиссий: по бюджетно-финансовым вопросам, экономике, использованию муниципальной собственности, местным налогам и сборам. Депутат Саратовской областной думы 7 созыва, председатель комитета Саратовской областной думы по делам ветеранов.
6 сентября 2023 года заявил об отправке в зону российского вторжения на Украину в качестве заместителя командира одного из соединений Росгвардии.
С 19 сентября 2023 года заключил контракт с Росгвардией, проходил военную службу в должности заместителя командира отдельной бригады особого назначения Росгвардии. Уволен с военной службы 18 сентября 2024 года по возрасту. С 1 октября 2024 года снова возглавил комитет по делам ветеранов Саратовской областной думы.
В январе 2025 года в Саратове по подозрению в покушении на убийство Янкловича был задержан подросток.

## Награды
- медаль «Золотая Звезда» Героя России (№ 1686; 22 декабря 1999 года)
- Орден Почёта (19 октября 2022 года) — за активную общественную деятельность[6].
- медаль «За воинскую доблесть»
- Медаль «За боевые отличия»
- нагрудный знак «За отличие в службе» 1-й и 2-й степеней.